# Sender Javořice
Der Sender Javořice ist eine Sendeanlage für UKW-Rundfunk und digitales Fernsehen auf dem Berg Javořice in der Region Vysočina in Tschechien.
Aufgrund seiner Grenznähe zu Niederösterreich von etwa 30 km sind die Radioprogramme des Senders in vielen Teilen des nördlichen Waldviertels in guter Qualität zu empfangen. Mit Außenantenne sind auch die Fernsehprogramme in vielen Gebieten zu empfangen.

## Geschichte
Der erste Sendemast am Javořice ging 1961 mit einer Höhe von 55 m in Betrieb. Gesendet wurde damals von Kanal 11, die Signalzuführung erfolgte vom Sender Kleť.
Der 166 m hohe, abgespannte Gittermast in seiner heutigen Form wurde 1989 errichtet, nachdem ein Jahr zuvor bereits ein neues Sendergebäude gebaut wurde.
Im Juni 2009 wurden mittels eines Hubschraubers neue UHF-Antennen an der Spitze des Mastes montiert.
Am 29. Juni 2009 begann man dann mit der Ausstrahlung von DVB-T.

## Frequenzen und Programme

### Analoger Hörfunk (UKW)
In UKW werden folgende Programme ausgestrahlt:
| Frequenz in MHz | Programm        | RDS PS   | RDS PI | Regionalisierung | ERP in kW | Antennendiagramm rund (ND), gerichtet (D) | Polarisation horizontal (H), vertikal (V) |
| --------------- | --------------- | -------- | ------ | ---------------- | --------- | ----------------------------------------- | ----------------------------------------- |
| 90,7            | ČRo Radiožurnál | R-ZURNAL | 232F   | –                | 20        | D (250–140°)                              | H                                         |
| 93,4            | Frekvence 1     | RADIO-F1 | 2205   | –                | 20        | D (250–140°)                              | H                                         |
| 95,4            | ČRo Plus        | CRO_PLUS | 2424   | –                | 20        | D (250–140°)                              | H                                         |
| 100,3           | Rádio Impuls    | _IMPULS_ | 2203   | –                | 10        | D (250–140°)                              | H                                         |

### Digitaler Hörfunk (DAB+)
Aktuell werden folgende Programme vertikal mit anderen Sendern gerichtet ausgestrahlt: 
| Block (Kanal) | Multiplex               | Programme | ERP (kW) | Pol |
| ------------- | ----------------------- | --- | -------- | --- |
| 12C           | CRo_DAB+                | ČRo-RADIOZURNAL (64 kbps) ČRo-RZ SPORT (48 kbps) ČRo-DVOJKA (64 kbps) ČRo-VLTAVA (80 kbps) ČRo-PLUS (48 kbps) ČRo-REGION (48 kbps) ČRo-PLZEN (48 kbps) ČRo-C.BUDEJOVICE (48 kbps) ČRo-LIBEREC (48 kbps) ČRo-PARDUBICE (48 kbps) ČRo-JUNIOR (48 kbps) ČRo-DDUR (80 kbps) ČRo-JAZZ (80 kbps) ČRo-DAB PRAHA (48 kbps) ČRo-RETRO (48 kbps) ČRo-WAVE (64 kbps) | 10       | V   |
| 10C           | Czech Digital Group     | (geplant) | 20       | V   |
| 7B            | Czech Digital Group reg | (geplant) | 20       | V   |

### Digitales Fernsehen und Radio (DVB-T/T2)
In DVB-T/T2 werden folgende Programme ausgestrahlt:
| Standard | Kanal | Frequenz in MHz | Multiplex                                  | Programme im Multiplex | ERP in kW | Antennen- diagramm rund (ND), gerichtet (D) | Polarisation horizontal (H), vertikal (V) | Modulations- verfahren | FEC | Guard- intervall | Bitrate in MBit/s |
| -------- | ----- | --------------- | ------------------------------------------ | --- | --------- | ------------------------------------------- | ----------------------------------------- | ---------------------- | --- | ---------------- | ----------------- |
| DVB-T    | 33    | 570             | MUX1 Česká televize (öffentlich-rechtlich) | - ČT1 - ČT2 - ČT24 - ČT sport - ČRo Radiožurnál - ČRo Dvojka - ČRo Radio Wave - ČRo Radio Junior - ČRo Jazz - ČRo Plus                                                              | 100       | ND                                          | H                                         | 64-QAM                 | 2/3 | 1/4              | 19,10             |
| DVB-T    | 35    | 586             | MUX2 České Radiokomunikace                 | - Nova - Nova Cinema - Prima - Prima Cool - TV Barrandov | 100       | ND                                          | H                                         | 64-QAM                 | 2/3 | 1/4              | 19,10             |
| DVB-T    | 30    | 546             | MUX3 Czech Digital Group                   | - Prima Love - Prima Zoom - Prima Max - ČT :D/ČT art - Óčko - Óčko Gold - Kino Barrandov - Barrandov Plus - Šlágr TV - Radio Proglas                                                | 100       | ND                                          | H                                         | 64-QAM                 | 3/4 | 1/8              | 24,88             |
| DVB-T2   | 28    | 530             | Přechodová síť 12 České Radiokomunikace    | - Prima - Prima Cool - Prima Love - Prima Zoom - Prima Max - Barrandov TV - Kino Barrandov - Barrandov Plus - Barrandov Family - Óčko - Óčko Gold - Óčko Expres - Noe TV - Šlágr TV | 100       | ND                                          | H                                         | 256QAM                 | 2/3 | 1/8              | 33,35             |

### Analoges Fernsehen (PAL)
Vor der Umstellung auf DVB-T diente der Sender weiterhin für analoges Fernsehen.
| Kanal | Frequenz (MHz) | Programm | ERP (kW) | Sendediagramm rund (ND)/ gerichtet (D) | Polarisation horizontal (H)/ vertikal (V) |
| ----- | -------------- | -------- | -------- | -------------------------------------- | ----------------------------------------- |
| 11    | 215,25         | TV Nova  | 20       | ND                                     | H                                         |
| 25    | 503,25         | ČT1      | 331      | ND                                     | H                                         |
| 42    | 639,25         | ČT2      | 363      | ND                                     | H                                         |
| 59    | 775,25         | Prima TV | 600      | ND                                     | H                                         |